# Side
Side – miasto w południowej Turcji. Znajduje się tu kąpielisko morskie i ośrodek turystyczny. W językach anatolijskich nazwa miasta oznacza granat. W czasie sezonu stanowi miejsce wypoczynku tysięcy turystów z całego świata. Antyczna część miasta z wieloma zabytkami położona jest na malowniczym cyplu. W starożytności było to bogate miasto znane z handlu niewolnikami i piractwa.

## Historia
- VI wiek p.n.e. – pod panowaniem Lidii
- 547 p.n.e. – częściowa autonomia pod panowaniem perskim – w tym czasie Side biło własną monetę
- 333 p.n.e. – zdobycie Side przez Aleksandra Wielkiego. Side dostaje się pod wpływ kultury hellenistycznej. Po śmierci Aleksandra przechodzi pod panowanie Ptolemeusza I, króla Egiptu, a następnie Seleucydów
- 190 p.n.e. – odzyskuje niepodległość w wyniku porażki floty Antiocha III Wielkiego
- I wiek p.n.e. – miasto zostaje bazą morską cylicyjskich piratów
- 67 p.n.e. – Side przechodzi pod panowanie Rzymu
- IV wiek – początek powolnego upadku miasta spowodowany najazdami Arabów i trzęsieniami ziemi (zmieniły one tereny północno-zachodniej części miasta w pustynię)
- koniec XX wieku – miasto zostaje przekształcone w miejscowość turystyczną

## Zabytki
- Ruiny budowli:
  - teatr – dobrze zachowane ruiny teatru rzymskiego
  - świątynia Apolla – ruiny świątyni greckiej
  - agora – handlowe centrum miasta obok amfiteatru
  - łaźnia – obecnie przekształcona w muzeum
  - (ang. • niem.)

## Galeria

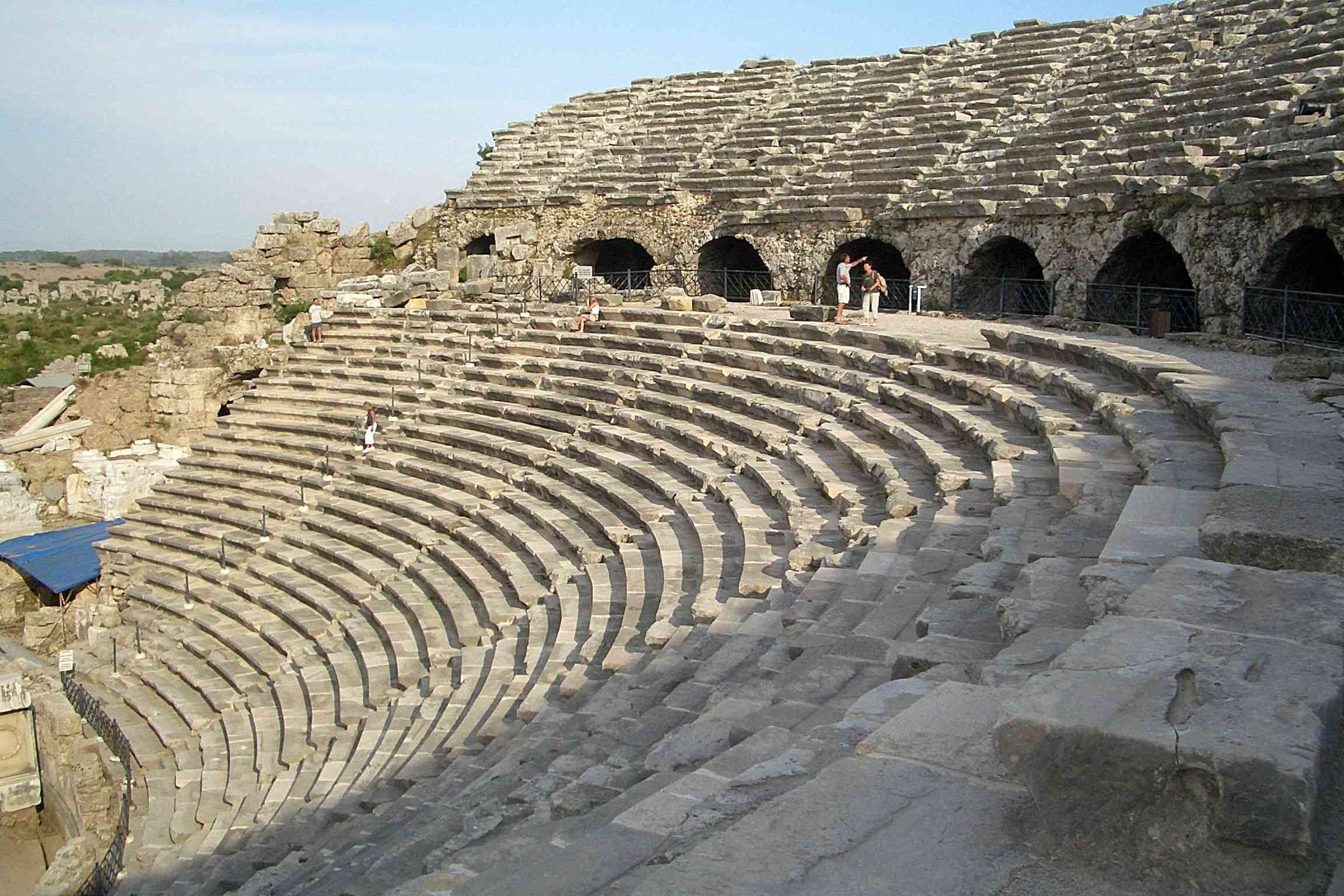
Teatr w Side
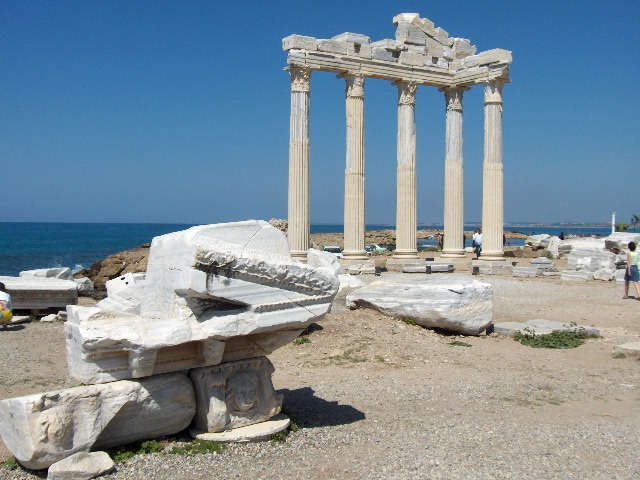
Ruiny Świątyni Apolla
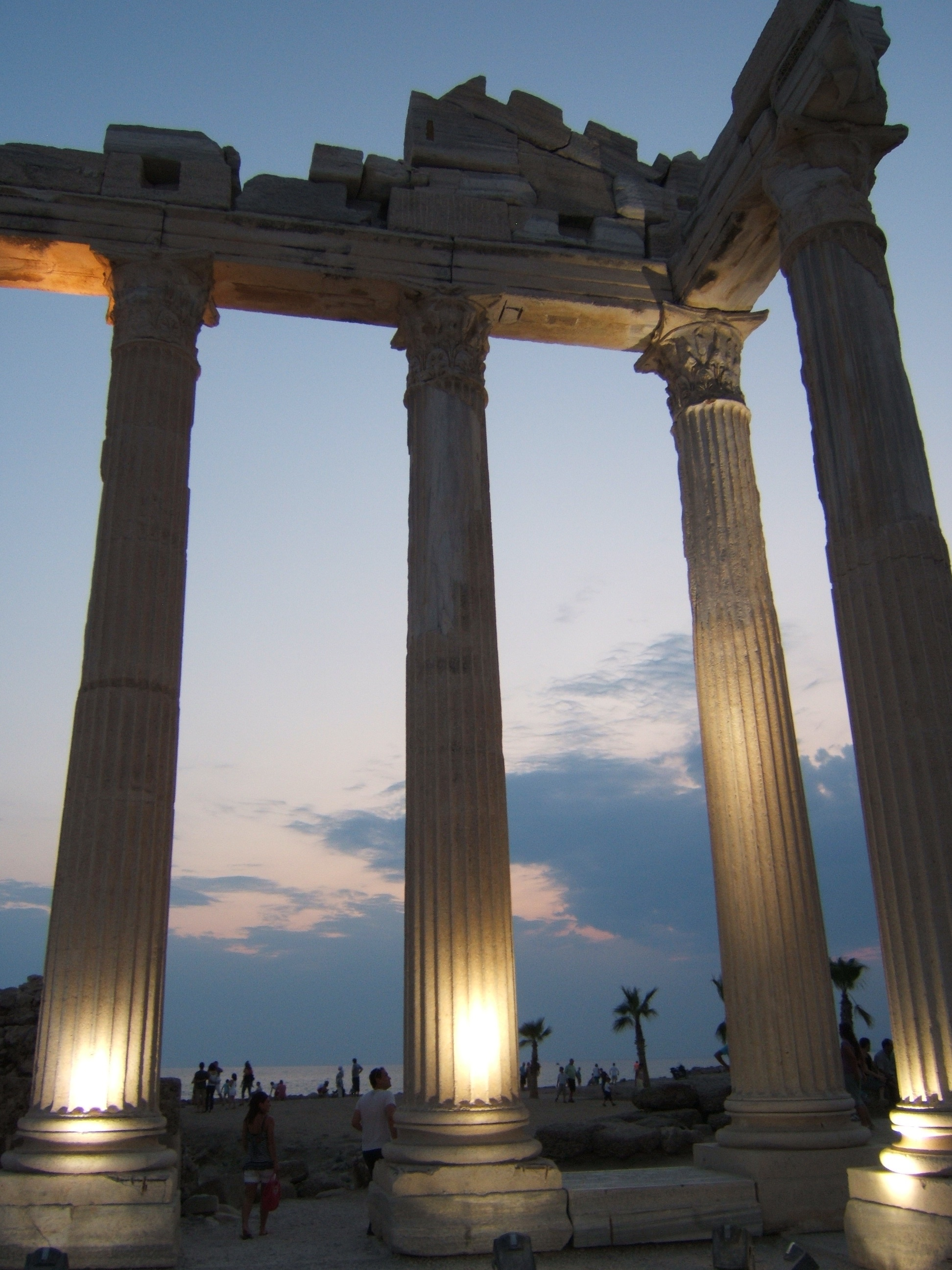
Świątynia Apollina w zbliżeniu